# Wojciech Korda

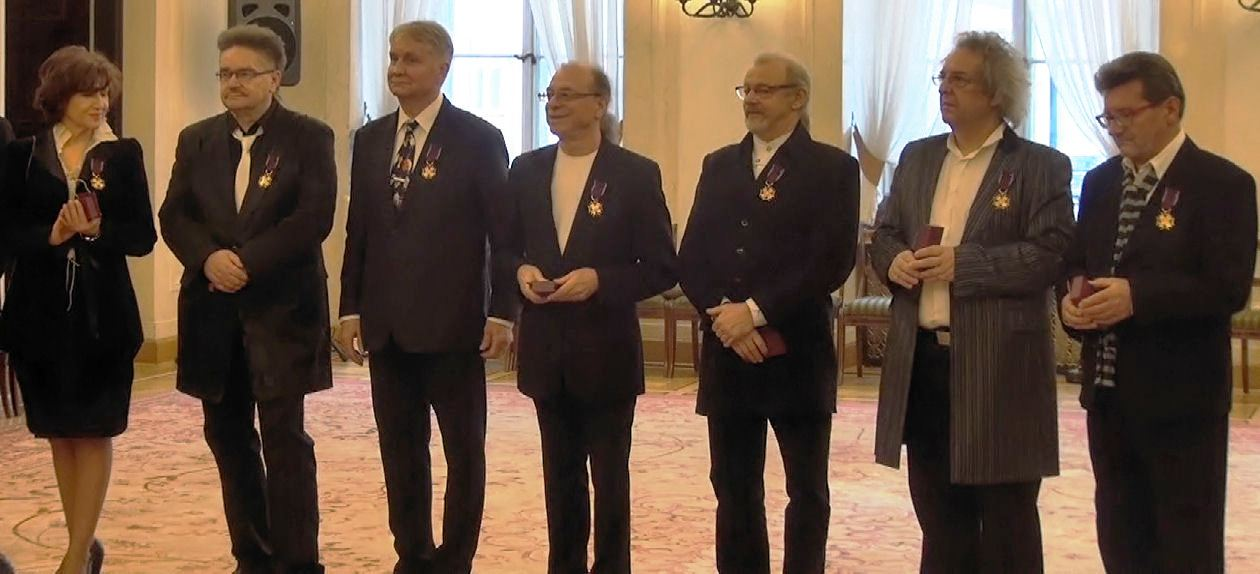
Wojciech Korda (drugi od lewej) otrzymuje Złoty Krzyż Zasługi, 14 stycznia 2014

Wojciech Korda, właśc. Wojciech Wacław Kędziora (ur. 11 marca 1944 w Poznaniu, zm. 21 października 2023 we Wronkach) – polski wokalista rockowy, gitarzysta, kompozytor, współtwórca muzyki do pierwszej polskiej rock-opery Naga.

## Życiorys
Ukończył Zespół Szkół Geodezyjno-Drogowych w Poznaniu. W latach 1951–1957 śpiewał w poznańskim Chórze Chłopięcym Stefana Stuligrosza. W zespole Niebiesko-Czarni występował od stycznia 1964 do 30 czerwca 1976, czyli do chwili rozwiązania. Następnie występował w duecie z żoną Adą Rusowicz w zespole Ada-Korda i Horda. W latach 80. i 90. występował w klubach w państwach skandynawskich i Stanach Zjednoczonych. Po powrocie kontynuował występy wraz z Tomaszem Dziubińskim, z którym współpracował z przerwami od 1959, i jego zespołem.
Był laureatem „Złotej Dziesiątki” Festiwalu Muzycznych Talentów w Szczecinie (1962), nagrody Głównego Komitetu Kultury Fizycznej i Turystyki dla najlepszego wykonawcy piosenki turystycznej podczas III Krajowego Festiwalu Piosenki Polskiej w Opolu (1965), oraz „Złotego Kamertonu” w 1991 – nagrody ustanowionej przez redakcję Music News.
1 stycznia 1991 wracał z żoną Adą z koncertu w Warszawie, podróżował jako pasażer w samochodzie należącym do nowo poznanych znajomych. Pojazd ten brał udział w wypadku drogowym, do którego doszło w okolicach Poznania. Zginęli wszyscy poza Wojciechem Kordą. 
Miał dwoje dzieci: syna Bartłomieja (ur. 1977) i córkę Annę (ur. 1983). W 1993 ożenił się po raz kolejny z Aldoną.
11 kwietnia 2013 został odznaczony Złotym Krzyżem Zasługi za „zasługi w działalności na rzecz rozwoju kultury” i „osiągnięcia artystyczne”. Ceremonia odbyła się 14 stycznia 2014 w Pałacu Prezydenckim w Warszawie. Wyróżnienie w imieniu prezydenta Bronisława Komorowskiego wręczył Maciej Klimczak, podsekretarz stanu w Kancelarii Prezydenta RP.
Mieszkał we Wronkach pod Poznaniem. Przez ostatnie lata swojego życia przeszedł sześć udarów mózgu, pierwszego doznał w 2015. Był sparaliżowany, przykuty do łóżka i podłączony do respiratora.  
Zmarł 21 października 2023. Został pochowany na cmentarzu Miłostowo w Poznaniu, obok pierwszej żony Ady Rusowicz.

## Dyskografia
- Masz u mnie plus (Pronit 1980)
- Radości i smutki (Polton 1991)
- Złota kolekcja (Pomaton EMI 2001)
- Największe przeboje (Leo Records 1991)

## Filmografia
- Mocne uderzenie (1966) jako członek Niebiesko-Czarnych

Telewizja
- Kulig
- Przekładaniec
- Mogło być inaczej